# نهائي كأس مصر 2001
نهائي كأس مصر لكرة القدم 2001 هو المباراة النهائية من بطولة كأس مصر موسم 2000–2001 ، لعب النهائي يوم 15 يونيو 2001 في استاد القاهرة الدولي بمدينة نصر. وقد انتهت المباراة بفوز الأهلي بالمباراة بنتيجة 2–0 ليحصد لقبه الثاني والثلاثين في تاريخ البطولة.

## الطريق إلى النهائي
(د: على ملعبه، خ: خارج ملعبه).
| الأهلي           | الأهلي | الأهلي        | الأهلي        | الدور       | غزل المحلة      | غزل المحلة  | غزل المحلة    | غزل المحلة    |
| ---------------- | ------ | ------------- | ------------- | ----------- | --------------- | ----------- | ------------- | ------------- |
| الخصم            | إجم.   | مباراة الذهاب | مباراة الإياب |             | الخصم           | إجم.        | مباراة الذهاب | مباراة الإياب |
| مياه البحيرة     | 2–0    | 2–0           | 2–0           | دور الـ32   | الإسماعيلي      | 0–0 (4–2 ر) | 0–0 (4–2 ر)   | 0–0 (4–2 ر)   |
| المصري           | 3–2    | 2–0 (د)       | 1–2 (خ)       | دور الـ16   | الرباط والأنوار | 2–2 (ق.أ)   | 1–2 (خ)       | 1–0 (د)       |
| الاتحاد السكندري | 4–0    | 3–0 (د)       | 1–0 (خ)       | ربع النهائي | المنصورة        | 7–5         | 2–2 (خ)       | 5–3 (د)       |
| القناة           | 1–0    | 1–0           | 1–0           | نصف النهائي | جولدي           | 0–0 (3–1 ر) | 0–0 (3–1 ر)   | 0–0 (3–1 ر)   |

## التفاصيل
| الأهلي                                                  | 2–0 (ب.و.إ.) | غزل المحلة |
| ------------------------------------------------------- | ------------ | ---------- |
| علاء إبراهيم 105+1' (ركلة حرة) · محمد جودة 115' (ركلة.) |              |            |